# 1986 JD
1986 JD är en asteroid i huvudbältet som upptäcktes den 2 maj 1986 av International Near-Earth Asteroid Survey (INAS) vid Palomar-observatoriet.
Asteroiden har en diameter på ungefär 6 kilometer.